# Viện Nghiên cứu Chính trị Paris
Viện Nghiên cứu Chính trị Paris (tiếng Pháp: Institut d'études politiques de Paris), thường được gọi là Sciences Po, là một trường lớn (Grande École) và cơ sở nghiên cứu công lập quan trọng (Grand établissement) tại Pháp về khoa học xã hội.
Được thành lập vào năm 1872, Sciences Po đã đào tạo 6 tổng thống Pháp, 13 thủ tướng Pháp, 7 nguyên thủ quốc gia, nhiều đại biểu Quốc hội Pháp, cũng như giám đốc điều hành của nhiều công ty lớn tại Pháp như Hermes và một tổng thư ký Liên hiệp quốc là ngài Boutros Boutros-Ghali.
Theo QS, Sciences Po hiện là trường đại học tốt thứ 259 thế giới và thứ 6 tại Pháp. Riêng về ngành chính trị học, trường được xếp thứ 3. Times Higher Education (THE) đánh giá đây là đại học tốt thứ 15 tại Pháp. Sciences Po cũng là cơ sơ giảng dạy khoa học xã hội tốt thứ 2 tại Pháp chỉ sau Đại học PSL (Paris Sciences & Lettres).
Từ năm 1990, Sciences Po đã có những cải cách đáng kể với mục tiêu mở rộng trọng tâm đào tạo sinh viên để làm việc trong khu vực tư nhân. Trường cũng đã quốc tế hóa đội ngũ sinh viên và chương trình giảng dạy của trường bằng việc thành lập thêm các cơ sở ở Dijon, Le Havre, Menton, Nancy, Poitiers và Reims.
Chương trình giảng dạy của Sciences Po hiện kết hợp các khóa học cốt lõi trong các phân ngành của khoa học xã hội như luật, kinh tế, lịch sử, khoa học chính trị và xã hội học. Sciences Po là thành viên của Hiệp hội các trường chuyên nghiệp về các vấn đề quốc tế và Mạng lưới Chính sách Công Toàn cầu.

## Lịch sử

### Từ năm 1872 đến năm 1945

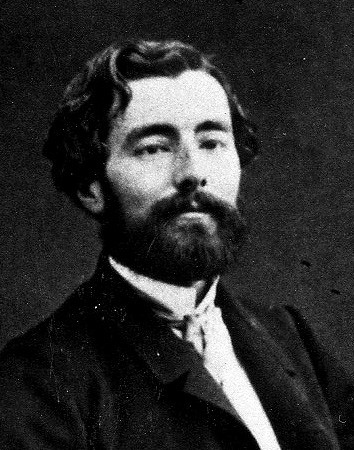
Emile Boutmy - Cha đẻ của Sciences Po

Sciences Po được biết đầu tiên với tên gọi "Trường độc lập về Khoa học Chính trị" (tiếng Pháp: École libre des sciences politiques , viết tắt là ELSP), một cơ sở giáo dục tư nhân được thành lập vào năm 1872 bởi Émile Boutmy để đối phó với cuộc khủng hoảng chính trị ở Pháp sau chiến tranh Pháp Phổ. Vào những năm 1870, mục tiêu của trường là đào tạo ra giới tinh hoa chính trị cho một nước Pháp mới. Emile Boutmy mong muốn sinh viên của mình quan tâm đến các vấn đề đương đại và ông không hài lòng về một nền văn hóa cổ điển bị ngắt kết nối với thế giới hiện tại - "Điều ít nhất người ta có thể mong đợi ở một người đàn ông có văn hóa là anh ta hiểu biết thời đại của anh ấy" Việc thành lập Sciences Po bị phản ứng bởi khoa luật Đại học Paris - lúc đó là nơi đào tạo  giới tinh hoa chính trị Pháp. Tư cách trường độc lập của ELSP cho phép trường nhận được sự tài trợ từ các quỹ tài trợ tư nhân quan trọng trong nước và quốc tế.
Sau  giai đoạn hình thành, ELSP tập trung cho sinh viên chuẩn bị thi vào các "Nhánh công chức của Nhà nước - Grand corps de l'État" từ đó trường mở các ngành đào tạo khác nhau.
Năm 1879, trường nhận được tài trợ từ Nữ công tước xứ Galliera để mua lại Hôtel de Mortemart - số 27, rue Saint-Guillaume Paris và từ đó đến nay nơi đây trở thành trụ sở chính của trường.
Năm 1919, những nữ sinh đầu tiên được nhận vào Sciences Po. Không giống như nam sinh, họ bắt buộc phải có bằng tú tài. Năm 1920, trường có 6 sinh viên nữ (hai người là người Serbia, một người Đan Mạch, một người Palestine, một người Pháp và một người Canada). Cùng năm, Miriam Jaffé người Ba Lan trở thành nữ sinh viên đầu tiên tốt nghiệp Sciences Po.  Cho đến trước chiến tranh thế giới thứ 2, số lượng sinh viên nữ tại đây vẫn bị duy trì ở mức dưới 10%.
Năm 1941, một cuộc cải cách sư phạm lớn đã đưa ra hình thức học ba năm tại Sciences Po, bao gồm một năm gọi là dự bị- Année préparatoire và hai năm còn lại gồm bốn học phần (Chính sách công, Ecofi, phần chung và phần quốc tế), và sau đó để có được tấm bằng Sciences Po danh giá, học viên phải trải qua các bài kiểm tra bao gồm cả bài thi “grand O” (bài thi miệng).

### Từ năm 1945 đến nay
Năm 1945, Sciences Po được quốc hữu hóa một phần và tách thành Quỹ Quốc gia về Khoa học Chính trị (FNSP) và Viện Nghiên cứu Chính trị (IEP). Quyền tự chủ của Sciences Po tuy nhiên vẫn được bảo tồn. Quyền tự chủ này, liên tục được xác nhận bởi nhà nước Pháp,  từ đó Sciences Po trở thành viện nghiên cứu về thể chế chính trị, giáo dục và khoa học sáng tạo. Mô hình này đã được củng cố bởi việc cải cách quy chế của trường vào tháng 1 năm 2016.
Là một trong những trường nhận được nhiều sự quan tâm của sinh viên nướcc ngoài tại Pháp, trường đổi mới chương trình học 5 năm vào năm 1999 để đáp ứng với tiêu chuẩn quốc tế, dựa trên mô hình Cử nhân-Thạc sĩ-Tiến sĩ. Các học viên ghi danh vào trường phải có một năm trao đổi tại nước ngoài.

## Tổ chức hành chính
Tổ chức hành chính của trường nằm dưới sự giám sát của ban giám đốc :
- Nhánh văn phòng ; bao gồm :
  - phòng tài chính ;
  - phòng  nhân sự ;
  - phòng công sở ;
  - phòng  hành chính;
  - phòng  hệ thống thông tin ;
  - phòng  pháp lý, mua bán và thị trường ;
- Nhánh  các vấn đề quốc tế (Thành lập năm 1996) ;
  - Trung tâm nghiên cứu Châu âu;
  - Trung tâm nghiên cứu Châu Mỹ;
  - Trung tâm nghiên cứu Châu á-Thái Bình Dương ;
  - Trung tâm nghiên cứu Châu Phi - trung cận đông  ;
  - Phòng trao đổi sinh viên ;
- Nhánh  chiến lược và phát triển ;
- Nhánh nguồn lực và thông tin khoa học ;
- Nhánh đào tạo ;
  - Phòng tuyển chọn sinh viên ;
  - Phòng đời sống sinh viên ;
- Nhánh truyền thông ;
- Nhánh nghiên cứu khoa học ;
- Nhánh đào tạo cho người đi làm (Executive education).

## Đào tạo và các trường trực thuộc
Các chuyên ngành của trường được đào tạo ở chu trình 2- theo hệ thống giáo dục Pháp - nghĩa là sinh viên khi tốt nghiệp sẽ nhận được văn bằng Master - Thạc sĩ. Chương trình master được dạy ở một trong 7 trường (khoa)  trực thuộc Sciences Po với 27 chuyên ngành khác nhau, và kéo dài trong suốt 4 học kỳ. Ít nhất một học kỳ sẽ được dành để thực tập hoặc trao đổi tại nước ngoài.

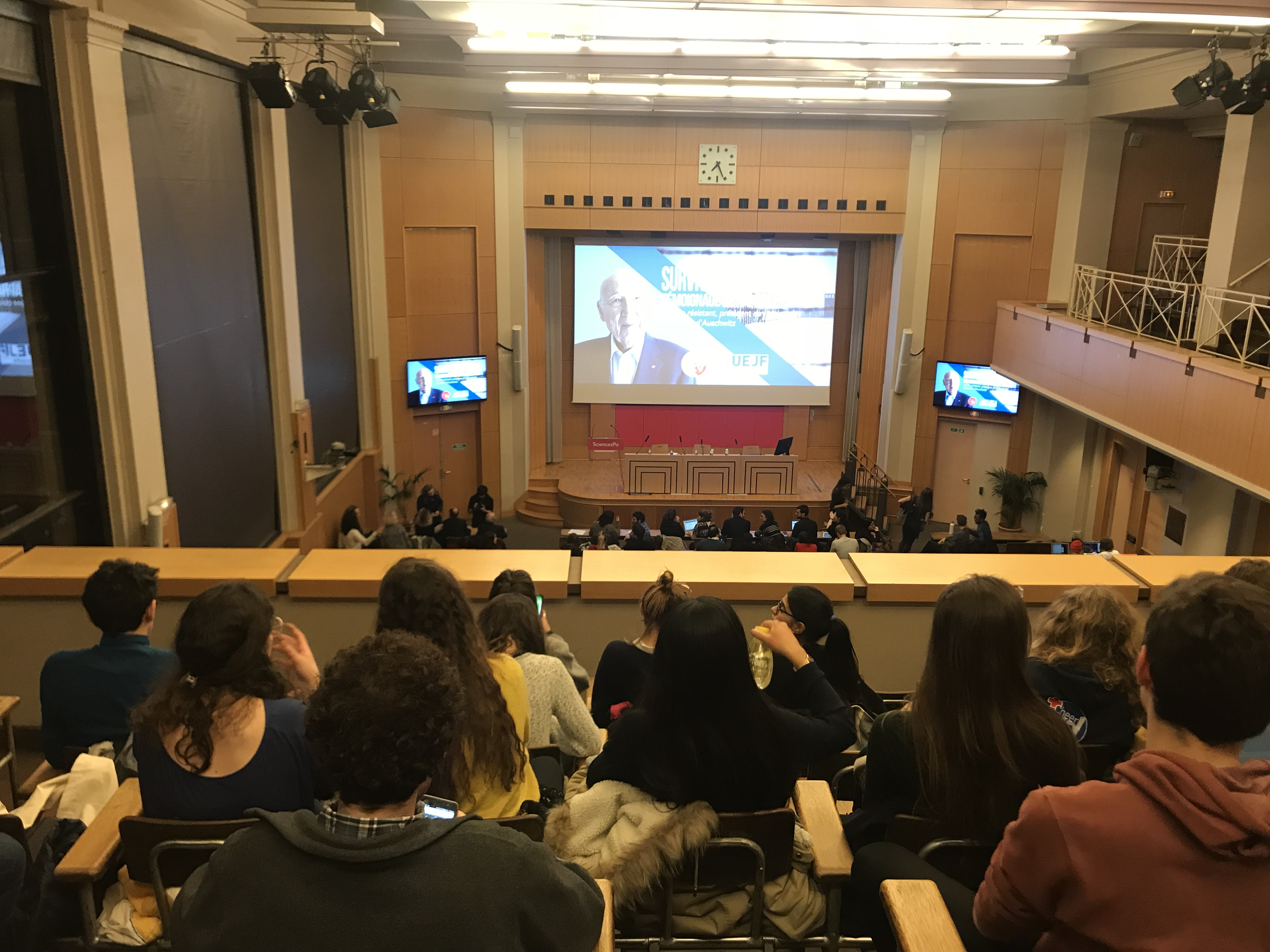
Hội trường Emile Boutmy

| Trường                            | Năm thành lập |
| --------------------------------- | ------------- |
| Trường báo chí                    | 2003          |
| Trường luật                       | 2009          |
| Hệ tiến sĩ                        | 2009          |
| Trường các vấn đề quốc tế         | 2010          |
| Trường các vấn đề hành chính công | 2014          |
| Trường các vấn đề đô thị          | 2015          |
| Trường quản lý và sáng tạo        | 2016          |

#### Trường các vấn đề hành chính công
- Master các vấn đề hành chính công
  - Nhận song bằng với các trường : AgroParisTech, Columbia University, École du Louvre, HEC Paris - Corporate and Public Management, Hertie School of Governance, ISAE-Supaero, London School of Economics, University of Toronto, Saint-Cyr Coëtquidan, Université Bocconi, Université de Saint-Gall, Université de Tokyo
- Master các vấn đề châu âu
  - Nhận song bằng với các trường : AgroParisTech, Freie Universität, ISAE-Supaero, Université Nationale de Singapour, London School of Economics, Saint-Cyr Coëtquidan, Université Bocconi, Université de Fudan, Université de Saint-Gall

#### Trường các vấn đề quốc tế /Paris School of International Affairs(PSIA)
- Master in International Public Management
- Master in International Economic Policy
- Master in International Development
- Master in Human Rights and Humanitarian Action
- Master in Environmental Policy
- Master in International Energy
- Joint Master in Journalism and International Affairs

Nhận song bằng với các trường : Columbia University, Georgetown University, King's College London, London School of Economics, Freie Universität, Bocconi University, MGIMO, Peking University, Stockholm School of Economics, University of St. Gallen, AgroParisTech, ISAE-Supaero, Sorbonne Université, Saint-Cyr Coëtquidan

#### Trường báo chí
- Master Journalisme
  - Nhận song bằng với trường: Columbia University
- Master joint Journalisme et Affaires internationales

#### Trường quản lý và sáng tạo
- Master Finance et stratégie
  - Nhận song bằng với trường : Université Bocconi, University of St. Gallen, University of Pennsylvania, Fundação Getulio Varga-Escola de Administração de Empresas, AgroParisTech, ISAE-Supaero
- Master in International management and sustainability
  - Nhận song bằng với trường : Université Bocconi, Stockholm School of Economics, University of Pennsylvania, Fundação Getulio Varga-Escola de Administração de Empresas, AgroParisTech, ISAE-Supaero
- Master Organisations et management des ressources humaines
  - Nhận song bằng với trường : AgroParisTech, ISAE-Supaero
- Master Innovation & transformation numérique
  - Nhận song bằng với trường : Strate, AgroParisTech, ISAE-Supaero
- Master Marketing
  - Nhận song bằng với trường : AgroParisTech, ISAE-Supaero
- Master Communication, médias et industries créatives
  - Nhận song bằng với trường : Fudan University, AgroParisTech, ISAE-Supaero
- Master joint Droit et finance

#### Trường nghiên cứu
Bao gồm các chương trình đào tạo học thuât
- Master về lịch sử
- Master Khoa học chính trị. Các chuyên ngành :
  - Quan hệ quốc tế
  - Chính trị tương quan
  - Lý thuyết về chính trị
  - Chính sách công
  - Khoa học chinh trị
- Master xã hội học
- Master Kinh tế

Nhận song bằng với trường : École du Louvre (histoire de l'art), Paris I Panthéon-Sorbonne (Économie Quantitative)

### Trường tiến sĩ
Sciences Po đào tạo tiến sĩ trên 5 chuyên ngành:
- Luật ;
- Kinh tế;
- Lịch sử ;
- Khoa học chính trị ;
- Xã hội học.

Trường hiện có 600 nghiên cứu sinh tiến sĩ, 200 trong đó là người nứoc ngoài.

## Thư viện

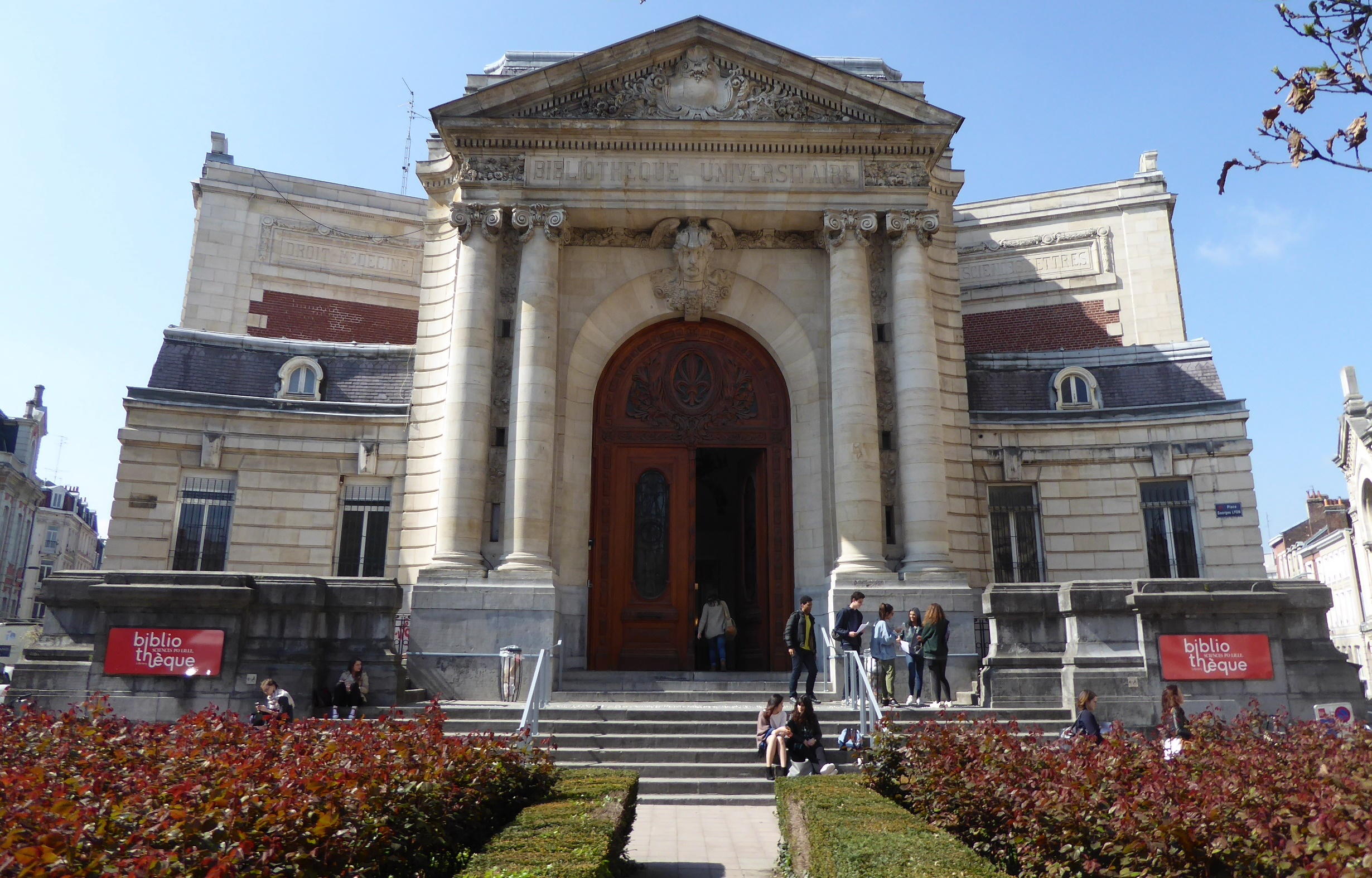
Cổng vào thư viện Sciences Po

Thư viện của Sciences Po bao gồm   địa điểm ở Paris và 6 địa điểm khác tại các campus. Thư viện ước tính có hơn 12000 độc giả thường xuyên và với hơn 5.000 lượt truy cập mỗi ngày, chỉ riêng tại 11 phòng đọc trong campus Paris. Chiều dài của các kệ sách thư viện lên tới 25 km, lưu giữ 1.000.000 tài liệu, bao gồm 700.000 cuốn sách và cung cấp cho người đọc rất nhiều nguồn tài nguyên kỹ thuật số, bao gồm 14.400 sách điện tử và 38.000 bài đánh giá trực tuyến.

## Tuyển sinh

### Bậc Cử nhân
Để được nhận vào trường sau khi có bằng tú tài, ứng cử viên phải trải qua 2 vòng :
- Vòng 1 (60 điểm) :  Gồm xét điểm thi tú tài (20 điểm) + đánh giá quá trình học tập trong thời gian trước khi nộp hồ sơ (20 điểm) + điểm thi viết vào Sciences Po (20 điểm). Từ năm 2019, bài thi viết đã được đơn giản hóa đi nhiều để tập trung vào phần thi vấn đáp, đây là một trong những vấn đề gây tranh cãi trong dư luận, trước kia bài thi viết bao gồm các môn : văn học và triết học, toán, khoa học kinh tế và xã hội ( cơ số 2). Để qua được vòng này, thì sinh phải qua vượt qua được mức điểm chuẩn của Sciences Po đề ra.
- Vòng 2 (20 điểm) : Tất cả những thí sinh vượt qua vòng 1 sẽ được thi vấn đáp trong vòng này trên thang điểm 20

Hiện nay trường đã bỏ kỳ thi tuyển sinh nhằm thu hút sinh viên thuộc mọi tầng lớp. Tuy nhiên, việc này đã gây ra dư luận trái chiều trong xã hội Pháp, khi một số ứng cử viên xuất thân từ tầng lớp tinh hoa trong xã hội có lợi thế hơn các ứng cử viên khác Vào năm 2019, 11.123 học sinh nộp vào trường, chỉ 1.904 được chấp nhận, và tỉ lệ trúng tuyển là 18%.

### Sau Đại học
Năm 2021, trường chấp nhận hồ sơ ứng tuyển của 15.248 đối tượng dự thi trên toàn thế giới, chỉ có 793 ứng cử viên được nhận, tương đương với 6,93%

## Cựu sinh viên

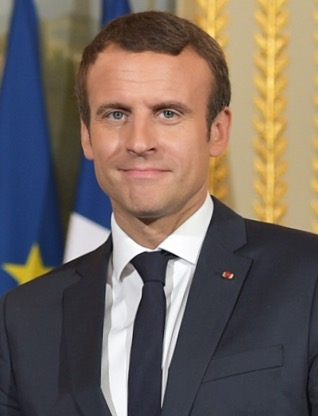
Emmanuel Macron - Cựu sinh viên Sciences Po 2004

## Cựu sinh viên[4]

### Nguyên thủ quốc gia
- Chandrika Kumaratunga, Cựu tổng thống Sri Lanka (1994-2005)
- Sir Austen Chamberlain, Bộ trưởng ngoại giao Anh (1924-1929), Khôi nguyên giải Nobel (1925)
- Pierre Trudeau, Cố thủ tướng Canada (1968–1979, 1980–1984) - cha đẻ Thủ tướng đương nhiệm Canada Trudeau
- Rainier III- Prince of Monaco (1923–2005)
- Pierre Werner, Thủ tướng Luxembourg (1959–1974, 1979–1984)
- Esko Aho, Cựu thủ tướng Finland (1991-1995)

### Tổng thống Pháp - chỉ tính nền cộng hòa thứ 5

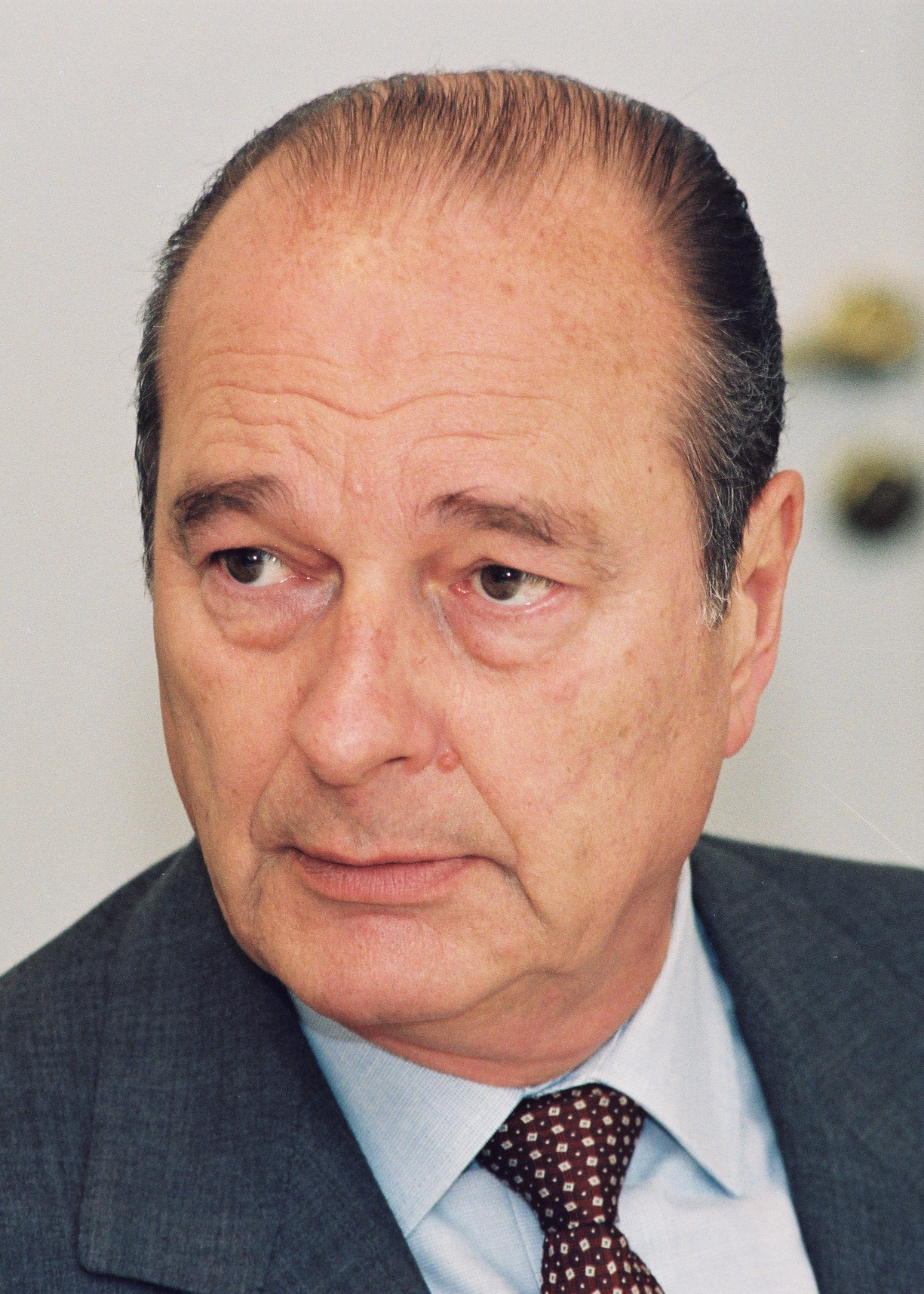
Jacques Chirac - cựu sinh viên Sciences Po khóa 1953

Kể từ năm 1981, tất cả các tổng thống Pháp đều có thời gian học tập tại Sciences Po, sau đó là l'ENA - học viện quốc gia hành chánh
- Emmanuel Macron (2017-Present)
- François Hollande (2012-2017)
- Nicolas Sarkozy (2007-2012)
- Jacques Chirac (1995-2007)
- François Mitterrand (1981-1995)
- Georges Pompidou (1969-1974)

### Thủ tướng Pháp - chỉ tính nền cộng thứ 5
- Jean Castex (từ 2020 đến nay)
- Edouard Philippe (2017-2020)
- Alain Juppé (1995-1997)
- Lionel Jospin (1997-2002)
- Edouard Balladur (1993-1995)
- Michel Debré (1959-1962)

### Lãnh đạo các tổ chức quốc tế
- Jean-Pierre Lacroix, current Under-Secretary-General for Peacekeeping Operations, United Nations
- Pascal Lamy, Director-General of the World Trade Organisation (2005-2013)
- Nicole Fontaine, President of the European Parliament (1999–2001)
- Boutros Boutros-Ghali, Tổng thư ký liên hiệp quốc (1992-1996)
- Simone Veil, President of the European Parliament (1979-1982)

### Business and finance
- Hubert Joly, chairman and CEO of Best Buy Co since 2012
- Michel Camdessus, managing director of the International Monetary Fund (1987-2000)
- Jean-Claude Trichet, President of the European Central Bank (2003-2011)
- Michel David-Weill, chairman and CEO of Lazard (1977-2001)
- David de Rothschild, President and CEO of Rothschild Continuation Holdings
- Clara Gaymard, President of General Electric France and vice president of General Electric International
- Bertrand Puech, President of the Hermes Group
- Bertrand Badré, former Managing Director of the World Bank
- Philippe le Houerou, President of the IFC-World Bank Group

### Academia, journalism, literature and the arts
- Stanley Hoffmann, Harvard University professor
- Jean-Marie Colombani, editor of Le Monde (1994-2007)
- Marcel Proust, writer
- Christian Dior, fashion designer

## Bê bối
Trong thời gian gần đây, trường đã gặp nhiều biến cố và bê bối về tài chính, xâm hại tình dục và phân biệt chủng tộc. Vào năm 2021, trường cũng bị chỉ trích khi với hiệu trưởng trường Olivier Duhamel có hành vi tình dục không chuẩn mực nhưng Sciences Po đã không có các biện pháp xử lý.